# レスリー・ホーカー
レスリー・ホーカー（英語: Lesley Hawker, 1981年5月1日 - ）は、カナダオンタリオ州出身の女性元フィギュアスケート選手。2003年冬季ユニバーシアード競技大会3位。

## 経歴
カナダオンタリオ州ノースヨークで生まれ、6歳でスケート教室に通い始めた。思春期のころはスケート以外にもサッカー選手としても活動し、その後スケートに専念。2003年ユニバーシアード冬季大会で3位となり初めて国際大会でメダルを獲得した。
2003-2004年シーズン、ネーベルホルン杯で2位となりISUグランプリシリーズにも出場を果たした。
2006年カナダ選手権では3位となったが、女子シングル出場枠は2枠であったため、トリノオリンピックの出場資格を得ることができなかった。2006年四大陸選手権ではメダルにあと一歩届かず4位に留まった。
2006-2007年シーズンより、ISUグランプシリーズには2大会に出場するようになる。2007年カナダ選手権では2年連続の3位。
2007-2008年シーズン、地元開催のスケートカナダで9位、2戦目のNHK杯は7位に終わり、2008年カナダ選手権では4位に終わった。
2008年6月23日に競技スケートからの引退を表明した。

## 主な戦績
| 大会/年          | 2001-02 | 2002-03 | 2003-04 | 2004-05 | 2005-06 | 2006-07 | 2007-08 |
| ---------------- | ------- | ------- | ------- | ------- | ------- | ------- | ------- |
| 四大陸選手権     |         |         |         | 5       | 4       | 7       |         |
| カナダ選手権     | 9       | 9       | 6       | 5       | 3       | 3       | 4       |
| GPスケートカナダ |         |         | 10      | 10      | 9       | 9       | 9       |
| GPNHK杯          |         |         |         |         |         | 8       | 7       |
| ネーベルホルン杯 |         |         | 2       | 6       | 4       |         |         |
| シェーファー記念 |         |         | 4       |         |         |         |         |
| ユニバーシアード |         | 3       |         |         |         |         |         |

### シニア
| 開催日                 | 大会名                                                 | SP      | FS       | 結果     |
| ---------------------- | ------------------------------------------------------ | ------- | -------- | -------- |
| 2008年1月16日-20日     | カナダフィギュアスケート選手権（バンクーバー）         | 7 48.20 | 2 107.41 | 4 155.61 |
| 2007年11月29日-12月2日 | ISUグランプリシリーズ NHK杯（仙台）                    | 9 45.94 | 4 94.02  | 7 139.96 |
| 2007年11月1日-4日      | ISUグランプリシリーズ スケートカナダ（ケベックシティ） | 9 46.96 | 8 89.59  | 9 136.55 |